# Sunnemo socken
Sunnemo socken i Värmland ingick i Älvdals härad, ingår sedan 1974 i Hagfors kommun och motsvarar från 2016 Sunnemo distrikt.
Socknens areal är 226,62 kvadratkilometer varav 210,19 land. År 2000 fanns här 766 invånare. Tätorten Sunnemo med sockenkyrkan Sunnemo kyrka ligger i socknen.   

## Administrativ historik
Socknen bildades 1653 genom en utbrytning ur (Norra) Råda socken. 
Vid kommunreformen 1862 övergick socknens ansvar för de kyrkliga frågorna till Sunnemo församling och för de borgerliga frågorna bildades Sunnemo landskommun. Landskommunen uppgick 1952 i Norra Råda landskommun som 1974 uppgick i Hagfors kommun. Församlingen uppgick 2010 i Norra Råda-Sunnemo församling.
1 januari 2016 inrättades distriktet Sunnemo, med samma omfattning som församlingen hade 1999/2000.
Socknen har tillhört län, fögderier, tingslag och domsagor enligt vad som beskrivs i artikeln Älvdals härad. De indelta soldaterna tillhörde Värmlands regemente, Elfdals kompani.

## Geografi
Sunnemo socken ligger nordväst om Filipstad kring Svartån och Grässjön. Socknen har odlingsbygd vid ån och sjön och är i övrigt en kuperad sjörik skogsbygd.

## Fornlämningar
Cirka 30 boplatser från stenåldern har påträffats. Från järnåldern finns gravar.

## Namnet
Namnet skrevs 1746 Sunnerbo och kommer från ett järnbruk även kallat Tutemo efter en intilliggande gård. Efterleden är mo. Förleden syftar på läget vid sundet mellan Grässjön och Lidsjön.

## Befolkningsutveckling
| Befolkningsutvecklingen i Sunnemo socken 1750–1990                                                       | Befolkningsutvecklingen i Sunnemo socken 1750–1990 | Befolkningsutvecklingen i Sunnemo socken 1750–1990 | Befolkningsutvecklingen i Sunnemo socken 1750–1990 | Befolkningsutvecklingen i Sunnemo socken 1750–1990 |
| --- | -------------------------------------------------- | -------------------------------------------------- | -------------------------------------------------- | -------------------------------------------------- |
| |                                                    |                                                    |                                                    |                                                    |
| År |                                                    |                                                    | Folkmängd                                          |                                                    |
| 1750 | 1750                                               |                                                    | 881                                                |                                                    |
| 1760 | 1760                                               |                                                    | 956                                                |                                                    |
| 1769 | 1769                                               |                                                    | 934                                                |                                                    |
| 1780 | 1780                                               |                                                    | 960                                                |                                                    |
| 1790 | 1790                                               |                                                    | 922                                                |                                                    |
| 1810 | 1810                                               |                                                    | 1 040                                              |                                                    |
| 1820 | 1820                                               |                                                    | 1 107                                              |                                                    |
| 1830 | 1830                                               |                                                    | 1 305                                              |                                                    |
| 1840 | 1840                                               |                                                    | 1 531                                              |                                                    |
| 1850 | 1850                                               |                                                    | 1 791                                              |                                                    |
| 1860 | 1860                                               |                                                    | 2 022                                              |                                                    |
| 1870 | 1870                                               |                                                    | 2 195                                              |                                                    |
| 1880 | 1880                                               |                                                    | 2 217                                              |                                                    |
| 1890 | 1890                                               |                                                    | 2 188                                              |                                                    |
| 1900 | 1900                                               |                                                    | 1 982                                              |                                                    |
| 1910 | 1910                                               |                                                    | 1 757                                              |                                                    |
| 1920 | 1920                                               |                                                    | 1 507                                              |                                                    |
| 1930 | 1930                                               |                                                    | 1 469                                              |                                                    |
| 1940 | 1940                                               |                                                    | 1 383                                              |                                                    |
| 1950 | 1950                                               |                                                    | 1 267                                              |                                                    |
| 1960 | 1960                                               |                                                    | 1 208                                              |                                                    |
| 1970 | 1970                                               |                                                    | 958                                                |                                                    |
| 1980 | 1980                                               |                                                    | 906                                                |                                                    |
| 1990 | 1990                                               |                                                    | 898                                                |                                                    |
| Anm: Källor: Umeå universitet - Tabellverket 1749-1859, Demografiska databasen, CEDAR, Umeå universitet. |                                                    |                                                    |                                                    |                                                    |